# Giải bóng đá ngoại hạng Iraq 1980-81
Giải bóng đá ngoại hạng Iraq 1980–81 là mùa giải thứ 7 của giải đấu kể từ khi thành lập năm 1974. Al-Talaba giành chức vô địch lần đầu tiên trong lịch sử, nhưng gây nhiều tranh cãi. Đương kim vô địch Al-Shorta, 2 năm liên tiếp bất bại tại giải, thi đấu với Al-Zawraa trong vòng đấu cuối; một chiến thắng 3–0 cho Al-Shorta trước đội 3 lần vô địch đẩy Al-Shorta vào tình thế bằng điểm và bằng hiệu số bàn thắng bại với Al-Talaba nhưng vì ghi nhiều hơn 2 bàn, vì vậy Al-Shorta tin rằng chiến thắng 3–0 giúp họ danh được danh hiệu.
Họ khiến cả nước bất ngờ khi giành chiến thắng 3–0 mà họ cần nhờ vào cú hattrick của Ali Hussein Mahmoud. Tuy nhiên, Hiệp hội bóng đá Iraq không thông báo chính thức đội vô địch cho đến ngày hôm sau và họ thông báo rằng Al-Talaba vô địch vì thắng nhiều trận hơn Al-Shorta. Luật này chưa bao giờ dùng trước đó và thực tế cũng không bao giờ dùng lại, dẫn đến việc nhiều người tin rằng có vài mâu thuẫn trong quyết định của IFA.

## Bảng xếp hạng
| Vị thứ | Đội bóng        | St | W | D | L  | BT | BB | HS  | Đ  |
| 1      | Al-Talaba 1 (C) | 11 | 8 | 1 | 2  | 19 | 5  | +14 | 17 |
| 2      | Al-Shorta 1     | 11 | 6 | 5 | 0  | 21 | 7  | +14 | 17 |
| 3      | Al-Tayaran      | 11 | 6 | 4 | 1  | 17 | 7  | +10 | 16 |
| 4      | Al-Shabab       | 11 | 5 | 3 | 3  | 13 | 9  | +4  | 13 |
| 5      | Al-Tijara       | 11 | 5 | 3 | 3  | 13 | 10 | +3  | 13 |
| 6      | Al-Jaish        | 11 | 3 | 6 | 2  | 10 | 8  | +2  | 12 |
| 7      | Al-Zawraa       | 11 | 3 | 4 | 4  | 14 | 16 | –2  | 10 |
| 8      | Al-Minaa        | 11 | 3 | 4 | 4  | 8  | 14 | –6  | 10 |
| 9      | Al-Sinaa        | 11 | 1 | 6 | 4  | 8  | 12 | –4  | 8  |
| 9      | Salahaddin      | 11 | 1 | 6 | 4  | 8  | 12 | –4  | 8  |
| 11     | Al-Amana        | 11 | 1 | 5 | 5  | 13 | 15 | –2  | 7  |
| 12     | Al-Adhamiya     | 11 | 0 | 1 | 10 | 4  | 29 | –25 | 1  |

|  | Xuống hạng Iraq Division 1 |

1 Al-Talaba xếp trên Al-Shorta theo số trận thắng, vì cùng điểm và hiệu số bàn thắng bại.

## Vua phá lưới
| Vị thứ | Cầu thủ             | Bàn thắng | Đội bóng  |
| ------ | ------------------- | --------- | --------- |
| 1      | Hussein Saeed       | 11        | Al-Talaba |
| 2      | Ali Hussein Mahmoud | 9         | Al-Shorta |
| 3      | Faisal Aziz         | 5         | Al-Shorta |
| 3      | Karim Mousa         | 5         | Al-Shabab |